# 7 Boxes
Pour plus de détails, voir Fiche technique et Distribution.
7 Boxes (7 cajas) est un thriller d'action paraguayen produit, écrit et réalisé par Juan Carlos Maneglia (es) et Tana Schémbori (es) et sorti au Paraguay le 10 août 2012.

## Synopsis
À 17 ans, Victor survit comme il peut en effectuant quelques livraisons avec sa brouette dans l'immense "Mercado 4", un marché d'Asunción au Paraguay. C'est un monde hostile où des centaines comme lui essayent d'avoir quelques clients en échange d'une rémunération minable. Un soir, il accepte une proposition inhabituelle : livrer sept caisses dont il ne sait rien du contenu en échange de l'autre moitié d'un billet de 100 dollars. Sans le savoir, il s'engage dans une histoire complexe et dangereuse. À ceci se rajoute une curiosité insoutenable de savoir ce qu'il y a dans ces caisses…

## Fiche technique
- Titre original : 7 cajas
- Titre français : 7 Boxes
- Réalisation : Juan Carlos Maneglia et Tana Schémbori
- Scénario : Juan Carlos Maneglia avec la collaboration de Tito Chamorro
- Direction artistique : Carlo Spatuzza
- Décors : Fabiola Barrios et Laura Morales
- Costumes : Manuela Gutiérrez Serrano
- Montage : Juan Carlos Maneglia et Juan Sebastián Zelada
- Musique : Fran Villalba
- Photographie : Richard Careaga
- Son : Germán Acevedo
- Production : Juan Carlos Maneglia et Tana Schémbori
- Sociétés de production : Maneglia - Schémbori Realizadores[1]
- Sociétés de distribution : Breaking Glass
- Pays d’origine : Paraguay
- Budget : 650 000 dollars
- Recette : 1 000 000 dollars
- Langue : Espagnol/Guarani
- Durée : 105 minutes
- Format : Couleurs - 35 mm - 2.35:1 -  Son Dolby numérique
- Genre : Thriller
- Dates de sortie: 10 août 2012

## Distribution
| Acteur                         | Rôle                                                   |
| ------------------------------ | ------------------------------------------------------ |
| Celso Franco                   | Víctor (livreur)                                       |
| Lali González (es)             | Liz (amie de Víctor)                                   |
| Víctor Sosa Traverzzi          | Nelson (livreur)                                       |
| Nico García                    | Luis                                                   |
| Miguel Ángel “Paletita” Romero | Darío (boucher)                                        |
| Manuel Portillo                | Oficial Servián (policier)                             |
| Mario Toñánez                  | Sargento Osorio                                        |
| Nelly Dávalos                  | Tamara (sœur de Víctor et collègue de travail de Leti) |
| Roberto Cardozo                | Gus (boucher, petit ami de Leti)                       |
| Johnny Kim                     | Jim (fils de Don Chan, amoureux de Tamara)             |
| Luis Gutiérrez                 | Jorge                                                  |
| Liliana Álvarez                | Alejandra                                              |
| Katia García                   | Leti Sánchez (femme enceinte, femme de Gus)            |
| Atil Closs                     | Esteban                                                |
| Rodríguez Junior               | Tano                                                   |
| Stephen Jang                   | Don Chan (patron de Leti et Tamara)                    |
| Beto Ayala                     | Le travesti                                            |

## Récompenses
- 2012 : Prix du jeune jury au Festival international du film de Saint-Sébastien.
- 2012: Prix Roberto "Tato" Miller au Festival international du film de Mar del PLata
- 2013: Prix à la meilleure réalisation et meilleur scénario au Festival International du film de Cartagena de Indias[2]
- 2013: Prix du public au Festival de Biarritz.
- 2013: Participation au Festival du Film de Moscou (traducteurs Andrey Efremov et Anton Titov).
- 2015: Meilleur film ibéro-américain au Premios Condor de Plata[3]

## Autour du film
- 7 Boxes est le film paraguayen le plus vu en salle dans l'histoire du cinéma du Paraguay[4]. Mais il serait aussi le premier film d'exportation du cinéma paraguayen[5].
- Avec un bénéfice d'un million de dollars, il a aussi le record du box-office[6].
- La plus grande partie des dialogues du film est en "jopará", un mélange d'espagnol et de guarani, qui sont les deux langues officielles du Paraguay[7].